# 미니언즈 2
《미니언즈 2》(영어: Minions: The Rise of Gru)는 2022년 개봉한 미국의 컴퓨터 애니메이션 영화이다. 일루미네이션 엔터테인먼트이 제작하고 유니버설 픽처스가 배급했다. 2015년 공개된 《미니언즈》의 후속편이다. 2022년 7월 1일 미국에서 공개되었다. 한국에서는 7월 20일에 개봉하여 박스오피스에서 높은 순위를 기록하고 있다. 하지만 역주행하며 인기를 유지하는 탑건: 매버릭도 무시 못한다.

## 목소리 출연
- 스티브 커렐 - 그루 역
- 터라지 P. 헨슨 - 벨 바톰 역
- 양자경 - 마스터 차우 역
- 장클로드 반담 - 장 클로드 역
- RZA
- 루시 롤리스 - 넌척 역
- 돌프 룬드그렌 - 사붼젠스 역
- 대니 트레호 - 스트롱홀드 역
- 러셀 브랜드 - 네파리오 박사 역
- 줄리 앤드루스 - 말레나 그루 (그루의 엄마) 역
- 앨런 아킨 - 와일드 너클즈 역
- 피에르 코팽 - 케빈, 스튜어트, 밥, 오토와 미니언즈 역